# Východočeský krajský přebor 1972/1973
V soubojích Východočeského krajského přeboru 1972/73 se utkalo 14 týmů dvoukolovým systémem podzim – jaro. Tento ročník skončil v červnu 1973.

## Výsledná tabulka
Zdroj: 
| Poř. | Tým                              | Z  | V  | R  | P  | VG | OG | B  |
| ---- | -------------------------------- | -- | -- | -- | -- | -- | -- | -- |
| 1.   | TJ ZAZ Jaroměř                   | 26 | 19 | 0  | 7  | 67 | 27 | 38 |
| 2.   | TJ Spartak Hlinsko               | 26 | 11 | 10 | 5  | 38 | 22 | 32 |
| 3.   | TJ Lokomotiva Trutnov            | 26 | 13 | 5  | 8  | 42 | 37 | 31 |
| 4.   | TJ Spartak Vysoké Mýto           | 26 | 12 | 5  | 9  | 46 | 41 | 29 |
| 5.   | VTJ Dukla Žamberk                | 26 | 12 | 5  | 9  | 32 | 33 | 29 |
| 6.   | TJ Sparta Úpice                  | 26 | 12 | 4  | 10 | 47 | 41 | 28 |
| 7.   | TJ Tesla Pardubice               | 26 | 10 | 6  | 10 | 44 | 32 | 26 |
| 8.   | TJ Spartak Nové Město nad Metují | 26 | 9  | 8  | 9  | 33 | 34 | 26 |
| 9.   | TJ Jiskra Holice                 | 26 | 9  | 6  | 11 | 23 | 34 | 24 |
| 10.  | TJ Slovan Průmstav Pardubice     | 26 | 6  | 10 | 10 | 28 | 30 | 22 |
| 11.  | TJ Slovan Havlíčkův Brod         | 26 | 9  | 4  | 13 | 31 | 44 | 22 |
| 12.  | TJ Lanškroun                     | 26 | 6  | 9  | 11 | 33 | 40 | 21 |
| 13.  | TJ Třebechovice pod Orebem       | 26 | 8  | 5  | 13 | 29 | 47 | 21 |
| 14.  | TJ Jiskra Červený Kostelec       | 26 | 6  | 3  | 17 | 27 | 56 | 15 |

Poznámky:
- Z = Odehrané zápasy; V = Vítězství; R = Remízy; P = Prohry; VG = Vstřelené góly; OG = Obdržené góly; B = Body

|  | Postup do Divize C 1973/74             |
|  | Sestup do příslušné I. A třídy 1973/74 |